# Rose Cannabich
Pour les articles homonymes, voir Cannabich.
Rose Cannabich (Mannheim, 1764–1839) est une pianiste classique allemande.
Mozart lui a dédié une sonate pour piano quand il est son professeur de musique à Mannheim, où son père dirige un orchestre connu.

## Histoire
Rosina Theresia Petronella Cannabich est née à Mannheim, la fille du violoniste et compositeur Christian Cannabich et de son épouse Maria Elisabeth née de la Motte, une dame de chambre de la duchesse de Zweibrücken. Elle est baptisée le 18 mars ou avril. Son père est le violoniste soliste (Konzertmeister) de l’orchestre de cour de Mannheim. Il a beaucoup d’influence sur l’école de Mannheim, en formant l’orchestre à jouer des crescendos et des diminuendos d’une manière bien calculée.
Rose est l’ainée d’une famille de six enfants. Comme le voulait la coutume au sein des familles de musiciens, les enfants ont reçu une formation musicale, probablement fournie par leur père et par d’autres membres de l’orchestre, tels que les chanteuses Augusta Elisabeth Wendling et Elisabeth Wendling, et l’époux de celle-ci, le violoniste Franz Anton Wendling. Certains des frères et des sœurs de Rose se sont aussi lancés dans une carrière musicale. Carl August Cannabich est devenu compositeur et Elisabetha Augusta Cannabich, chanteuse à la cour de Munich.
Rose prend des cours de piano de Mozart de novembre 1777 à mars 1778. En voyageant à Paris Mozart et sa mère sont restés pendant plusieurs mois à Mannheim pour étudier l’orchestre. Mozart a écrit une lettre à son père le 4 novembre 1777 : « Er hat eine tochter die ganz artig clavier spiellt, und damit ich ihn mir recht zum freünde mache, so arbeite ich iezt an einer Sonata für seine Mad:selle tochter » (Il [Christian] a une fille qui joue du piano plutôt bien, et pour me lier d’amitié avec lui je fais du travail sur une sonate pour mademoiselle sa fille). Il décrit Rose comme « ein sehr schönes artiges mädl. sie hat für ihr alter viell vernunft und geseztes weesen; sie ist serios, redet nicht viell, was sie aber redet – – geschieht mit anmuth und freündlichkeit » (une fille très belle et bien élevée; pour son âge elle a du bon sens et une nature discrète; elle est sérieuse et parle peu, mais quoi qu’elle dise elle l’exprime avec grâce et amitié). On[Qui ?] accepte largement que la sonate dédiée à Rose est la Sonate pour piano no 7,
Rose joue la partie solo du Concerto pour piano no 6 de Mozart en si bémol majeur à Mannheim le 13 février 1778. Le 20 octobre 1790, sous son nom d’épouse, Schulz, elle joue à Saint-Pétersbourg un concerto pour piano composé par elle-même et un autre de Mozart.